# TG3
A TG3 az olasz Rai 3 híradója, neve a Telegiornale 3 megnevezésből ered.

## Története
1979. december 15-én kezdte meg működését a Rai 3 indulásával együtt. A kezdeti időkben a TG3 egy szerkesztőségben készült a regionális hírekkel. Eleinte 2 kiadással jelentkezett, 19 és 22 órakor. Mindegyik kiadás 30 perces volt ebből 15 perc az országos hírekről és 15 perc a regionális hírekről szólt. Az első igazgató Biagio Agnes volt. Az első műsorvezető Giorgio Chiecchi volt. 1980-ban Luca Di Schiena kerül a TG3 élére, Biagio Agnes a RAI rádiósműsorainak vezetője lesz. Di Schiena idejében nyilvánvalóvá válik, hogy külön szerkesztőség kell a TG3 és a regionális híreknek. Az akkori vételi lehetőségek miatt nehéz volt a regionális hírek készítése.
1987-ben Sandro Curzi lett a TG3 igazgatója, akinek ideje alatt külön szerkesztőséget kapott a regionális híradó szerkesztősége, amely TG Regione néven vált önálló adássá. Politikailag az Olasz Kommunista Párt befolyása alá került, ellensúlyozva a TG1 kereszténydemokrata és a TG2 szocialista szellemiségét.
Egy cikk szerint a TG3 ekkori riportjai túlságosan is kritikusak voltak a kereszténydemokratákkal szemben és az amúgy is elégedetlen társadalmi hangulatot még inkább elmélyítette az akkori belpolitikai rendszerrel szemben. Emiatt megkapta a Telekabul gúnynevet a kor politikusaitól. A TG3 19 órakor és a TG Regione 19:30-kor került adásba.
1988. március 18-án a TG3 esti kiadásában újságírói sztrájk miatt nem volt sem riport, sem képanyag.
Az 1990-es években fénykorát élte a TG3, számos új rovat jött létre: TG3 Nuovo Giorno és TG3 In edicola. Utóbbi a külföldi és olasz napilapok sajtószemléjével foglalkozott. A déli kiadás a Rai Milánó melletti stúdiójából míg az esti a Saxa Rubra gyártóbázison készült.
1994-ben Ilaria Alpi a TG3 újságírója és fotóriportere Szomália fővárosában, Mogadishuban forgatott dokumentumfilmet a szomáliai polgárháborúról, amikor merényletet követtek el ellene és meghalt. Halálának hírét Flavio Fusi jelentette be zokogva a TG3 rendkívüli kiadásában.
1999-ben Ennio Chiodi vezetése alatt új nevet kap a TG3. A Telegiornale 3 szóból T3 rövidítéssel jelenik meg a hírműsor neve mind az országos, mind a regionális híradó főcímében. 2000-ben ismét TG3 lesz a hírműsor neve.
2001-ben Antonio Di Bella lesz az új igazgató, akinek ideje alatt a TG3 egyre inkább a Francesco Rutelli vezette baloldali Demokrácia a Szabadság - Margaréta pártszövetséghez közeledik. 2002-ben a TGR a regionális híradó külön igazgatót kapott Angela Buttiglione személyében, aki addig a TG1 egyik műsorvezetője volt. 2003-ban megváltozik a TG3 főcíme.
2006-ban újabb rovat indul Night news néven, amely külföldi hírekkel foglalkozott. 2008-ban elindul a TG3 Linea Notte című elemző és hírháttérműsor. 2009-ben a TG3 élére Bianca Berlinguer kerül, Antonio Di Bella pedig a Rai 3 csatorna igazgatója lett.
Berlinguer vezetése alatt a TG3 esti kiadása 19 órára kerül át, 2014-ben pedig a TG3 új arculatot és díszletet kap.
2016 augusztusában lemondott Bianca Berlinguer a kormányzat felőli nyomásgyakorlás miatt.

## Vitatott ügyek

### Riport XVI. Benedek pápáról
2009. július 12-én a TG3 vatikáni tudósítója, Roberto Balducci egy riportban a következőt mondta XVI. Benedek pápáról:

„...domani Papa Ratzinger va in vacanza, dove lo attende il fresco delle montagne, un pianoforte nuovo, un barbecue e un grande ombrellone dove mangiare, leggere e riposare. Ci saranno anche due gatti, uno bianco e nero, e uno grigio e anche un po' malandato, ma che gli strapperanno un sorriso, almeno quanto i proverbiali quattro gatti (forse un po' di più) che hanno ancora il coraggio e la pazienza di ascoltare le sue parole.

...holnap a Pápa nyaralni megy, ahol a hegyek friss levegője, egy új zongora, egy grillsütő, és egy nagy napernyő fogja várni, ahol ehet, olvashat és pihenhet. Ott lesz majd két macska, egy fehér és fekete, egy szürke és egy viharvert, hogy mosolyogjanak neki, feltéve, ha a közmondásos négy macskának lesz még egyáltalán bátorsága és türelme meghallgatni a mondanivalóját.”

– Roberto Balducci, TG3

Az esetből nagy felháborodás lett, a Rai felügyelőbizottságának alelnöke Giorgio Merlo közönségesnek és egyházellenesnek minősítette a riportot. A riportert az eset miatt kirúgták a hírműsortól.

## Vezetői
- Biagio Agnes (1979–1980)
- Luca Di Schiena (1980–1987)
- Sandro Curzi (1987–1993)
- Andrea Giubilo (1993–1994)
- Daniela Brancati (1994–1995)
- Italo Moretti	(1995–1996)
- Lucia Annunziata (1996–1997)
- Nuccio Fava (1997–1998)
- Ennio Chiodi (1998–2000)
- Nino Rizzo Nervo (2000–2001)
- Antonio Di Bella (2001–2009)
- Bianca Berlinguer (2009–2016)
- Luca Mazzà (2016–2018)
- Giuseppina Paterniti (2018 óta)

## Fordítás
Ez a szócikk részben vagy egészben  a   TG3 című olasz Wikipédia-szócikk ezen változatának fordításán alapul.  Az eredeti cikk szerkesztőit annak laptörténete sorolja fel. Ez a jelzés csupán a megfogalmazás eredetét és a szerzői jogokat jelzi, nem szolgál a cikkben szereplő információk forrásmegjelöléseként.